# Lygdamis z Syrakuz
Lygdamis z Syrakuz (gr. Λύγδαμις) – starożytny grecki atleta pochodzący z Syrakuz, olimpijczyk.
Pierwszy zwycięzca olimpijski w pankrationie po wprowadzeniu tej konkurencji do programu starożytnych igrzysk, co miało miejsce w 648 roku p.n.e. Opowiadano, że był wielki jak Herakles, a jego stopa miała mieć półtora łokcia długości. Grób Lygdamisa znajdował się w pobliżu kamieniołomu w Syrakuzach.